# Nicolas-Clovis-Joseph Catteau
Nicolas-Clovis-Joseph Catteau, né le 21 mars 1836 à Sains-lès-Marquion et mort le 28 novembre 1915 à Luçon, est un prélat français de l'Église catholique, dernier évêque concordataire du diocèse de Luçon .

## Éléments biographiques
Il est inhumé dans le caveau des évêques sous le chœur de la cathédrale de Luçon.

## Armes
D'azur à l'agneau pascal d'argent la tête détournée, au nimbe du même portant le chrisma complet de sable, tenant l'oriflamme d'or chargée d'une croisette de gueules ; au chef parti d'argent à l'étoile à 6 rais de gueules et d'azur à l'ancre d'argent en bande.